# The Dick Tracy Show
Pour l’article homonyme, voir Dick Tracy.
The Dick Tracy Show est une série télévisée d'animation américaine basée sur le comic strip Dick Tracy de Chester Gould.
La série a été produite de 1961 à 1962 par l'UPA.

## Synopsis
Dick Tracy et ses partenaires doivent déjouer les organisations criminelles.
Les partenaires de Dick Tracy sont : Joe Jitsu qui est un expert en art martial, Hemlock Holmes qui est un toutou anthropomorphe, Heap O'Calorie qui est un flic irlandais et Manuel Tijuana Guadalajara Tampico "Go-Go" Gomez, Jr. qui est un hispano.

## Fiche technique
- Titre original : The Dick Tracy Show
- Producteur : Glan Heisch
- Producteurs exécutifs : Peter DeMet et Henry G. Saperstein
- Musique : Carl Brandt
- Directeurs artistiques : Bill Perez, Lew Keller et Marty Murphy
- Supervision du montage : Ted Baker
- Animateurs : Irven Spence, Chick Otterstrom, Jack Ozark, Izzy Ellis, Jerry Hathcock, Ed Solomon, Xenia, Bob Maxfield et Hank Smith
- Compagnie de production : UPA
- Pays d'origine :  États-Unis
- Langue : Anglais Mono
- Image : Couleur (Technicolor)
- Ratio : 1.33:1 plein écran
- Durée : 130 x 5 minutes

## Voix originales
- Everett Sloane : Dick Tracy
- Jerry Hausner : Hemlock Holmes
- Benny Rubin : Joe Jitsu
- Mel Blanc : Flattop
- Paul Frees : Go Go Gomez

## Liste des épisodes
1. Red Hot Riding Hoods
2. Pearl Thief Grief
3. Jewel Fool
4. Scrambled Yeggs
5. The Oyster Caper
6. Two Heels on Wheels
7. Cheater Gunsmoke
8. Gruesome Twosome
9. Racer Chaser
10. The Purple Boy
11. Surprised Package
12. Thanks a Heap
13. Phony Pharmers
14. Champ Chumps
15. Stockyard Caper
16. A Boodle of Loot
17. The Parrot Caper
18. Rogue's Gallery
19. The Catnap Caper
20. The Snow Monster
21. Hawaiian Guy
22. Tick Tock Shock
23. Lab Grab
24. Escape from Sing Song
25. The Onion Ring
26. Funny Money
27. Flea Ring Circus
28. The Flower Plot
29. The Brain Game
30. Penny Ante Caper
31. Wheeling and Stealing
32. Big Bank Bungle
33. Tobacco Load
34. The Boomerang Ring
35. Mummy's the Word
36. Trickery at Sea
37. Stamp Scamp
38. The Hot Ice Bag
39. Cooked Crooks
40. The Elephant Caper
41. Baggage Car Bandits
42. Gym Jam
43. Bowling Ball Bandits
44. Rock-a-Bye Guys
45. The Ruby of Hamistan
46. The Platterpuss Plot
47. The Nickle Nabbers
48. The Bearskin Game
49. The Newspaper Caper
50. Grandma Jitsu
51. Kidnap Trap
52. Tacos Tangle
53. Rocket Racket
54. The Venetian Bind
55. Bomb's Away
56. The Fish Filchers
57. The Elevator Lift
58. The Alligator Baggers
59. Hooked Crooks
60. Lighthouse Creepers
61. The Vile Inn Case
62. The Banana Peel Deal
63. The Casbah Express
64. The Retouchables
65. Horse Race Chase
66. The Fixed Stare Case
67. Cop and Saucer
68. The Gold Grabbers
69. The Copy Cat Caper
70. The Loch Ness Monster
71. The Windmill Caper
72. The Old Suit Case
73. Smashing the Ring Ring
74. Snow Job
75. Court Jester
76. The Two Way Stretch
77. Steamboat Steal
78. The Big Blowup
79. Fowl Play
80. Bettor Come Clean
81. The Great Whodunit
82. The Skyscraper Caper
83. Hotel Havoc
84. The Log Book Case
85. The Copped Copper Caper
86. Small Time Crooks
87. Evil Eye Guy
88. Mole in the Hole
89. Feathered Frenzy
90. Trick or Treat
91. Down the Drain
92. Gang Town
93. The Medicine Show Case
94. Air Freight Fright
95. The Castle Caper
96. The Camera Caper
97. The Big Punch
98. Oil's Well
99. Mardi Gras Grab
100. The Manor Monster
101. Hot on the Trail
102. Rocket 'n Roll
103. Lumber Scamps
104. The Old Cash Caper
105. Football Brawl
106. The Ivory Rustlers
107. A Case for Alarm
108. Ghostward Ho!
109. Ham on the Lam
110. Two Goons in the Fountain
111. The Monkey Tale
112. The Pigeon Coup
113. The Tower of Pizza
114. The Old Mummy Case
115. Island Racket
116. The Big Seal Steal
117. Crooksters' Last Stand
118. Choo Choo Boo Boo
119. The Van Vandals
120. The Bank Prank
121. The Film Can Caper
122. The Bird Brain Pickers
123. Quick Cure Quacks
124. The Lie Detector
125. The Stuffed Pillow Case
126. The Big Wig
127. The Last Blast
128. Crime Flies
129. The Sweepstakes Caper
130. The Chinese Cookie Caper